# مارینا آلبیول گوسمن

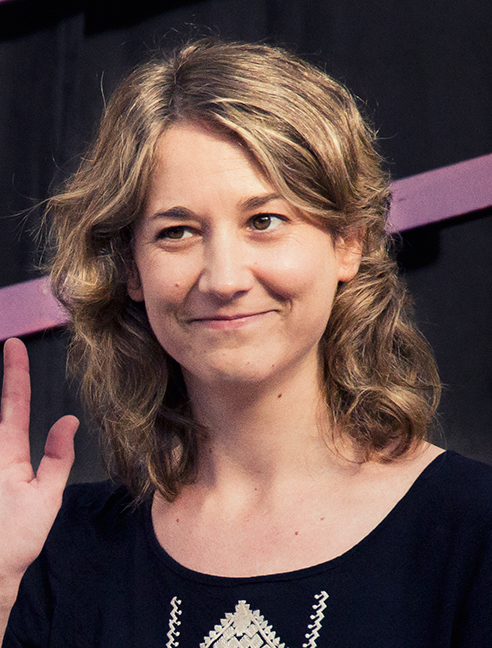
مارینا آلبیول گوسمن (۲۰۱۶)

مارینا آلبیول گوسمن (به اسپانیایی: Marina Albiol Guzmán؛ زادهٔ ۱۵ دسامبر ۱۹۸۲ در کاستلین) سیاست‌مدار و عضو پارلمان اروپا اهل اسپانیا است.